# Leptodactylus albilabris
Leptodactylus albilabris is een kikker uit de familie fluitkikkers (Leptodactylidae). De wetenschappelijke naam van de soort werd in 1859 als Cystignathus albilabris gepubliceerd door Albert Carl Lewis Gotthilf Günther.
De soort komt voor in delen van Puerto Rico en zowel de Britse als de Amerikaanse Maagdeneilanden. De kikker leeft in moerassen, rivieren, bossen, tuinen en in plantages.